# Trachyrincus helolepis
Trachyrincus helolepis es una especie de pez de la familia Macrouridae en el orden de los Gadiformes.

## Morfología
• Los machos pueden llegar alcanzar los 46 cm de longitud total.

## Hábitat
Es un pez de aguas profundas que vive entre 580-960 m de profundidad.

## Distribución geográfica
Se encuentran en las Islas Galápagos y Chile.